# Tectaria heracleifolia
El helecho lengua de ciervo (Tectaria heracleifolia) es un helecho miembro de la familia Dryopteridaceae, aunque también se ha ubicado dentro de su propia familia Tectariaceae; el nombre Tectaria, se deriva del latín “tectum” (techo). Su hoja alcanza dimensiones de alrededor de 70 cm de largo y con soros redondos. En México se distribuye a lo largo de la Sierra Madre Oriental y es nativa de México. Habita en ambientes húmedos, cerca de corrientes de agua. 

## Clasificación y descripción
Rizoma: suberecto o erecto, de hasta 2 cm de diámetro, con escamas bicolor de forma lanceolada;  frondes: de entre 30 y 70 cm de largo; pecíolo: a menudo más largo que la lámina, de color pajizo a café rojizo en la base, lustroso con algunas escamas en la base; lámina: de consistencia firme, simple o pinnada, de forma deltoide, de 20-35 x 14-40 cm; raquis: con algunos pelos dispersos de 0.1 mm; pinnas: pueden ser desde cero hasta 4 pares laterales, de forma pentagonal, los pares basales son mucho más grandes que los terminales; soros: redondos, acomodados en dos series, una de ellas siempre al lado de la vena principal de la pinna; indusio: peltado, grueso y persistente, con algunos pelos dispersos en su superficie.

## Distribución
Desde Florida en Estados Unidos, a través del norte, centro y sur de México hasta centro y Sudamérica.
Específicamente en México se distribuye en la Sierra Madre Oriental en los estados de Nuevo León, Tamaulipas, San Luis Potosí, Veracruz y algunos registros en Chiapas.

## Hábitat
Es terrestre, prefiere sitios junto a arroyos y cañadas con mucha humedad y con protección del sol, es una especie característica de la vegetación riparia, habita en bosques y selvas húmedas.

## Estado de conservación
En México no se encuentra en ninguna categoría de protección de la NOM059. Tampoco está en alguna categoría en la lista roja de la IUCN (International Union for Conservation of Nature). Ni en CITES (Convención sobre el Comercio Internacional de Especies Amenazadas de Fauna y Flora Silvestres).

## Nombres comunes
- Helecho, lengua de ciervo (Español)
- Broad Halberd fern (Inglés)[6]

## Sinónimos
- Aspidium heracleifolium
- Tectaria heracleifolia var. maxima[6]